# Irina Odoevceva
Irina Vladimirovna Odoevceva, nata Iraida Heinike (in russo Ирина Владимировна Одоевцева?; Riga, 15 giugno 1895 secondo altre fonti sarebbe nata nel 1901 – Leningrado, 14 ottobre 1990), è stata una poetessa e romanziera russa, moglie del poeta Georgij Ivanov. È nota per le sue autobiografie tradotte in molte lingue, Sulle Rive della Neva (1967) e Sulle Rive della Senna (1983).

## Biografia
Nativa di Riga, all'epoca parte dell'impero russo, suo padre era un avvocato tedesco del Baltico. Nel 1918 si trasferisce a Pietrogrado e qui adotta il nome di  Irina Odoevceva (letteralmente, «Irene delle odi»). Successivamente si unisce all'acmeismo ed è istruita da Nikolaj Gumilëv. Sotto diversi punti di vista anticipa i tempi, trovando un suo tratto distintivo e precedendo gli ultimi esperimenti degli avanguardisti e degli artisti concettuali degli anni sessanta.
Nel 1921 sposa un altro acmeista, Georgij Ivanov, trasferendosi con lui a Parigi l'anno seguente. Qui scrive diversi romanzi commercialmente di successo quali Ангел смерти (1927; L'angelo della morte), Изольда (1931, Izolda), Оставь надежду навсегда (1948, Lasciate ogni speranza per sempre; il titolo è un riferimento alla Divina Commedia), ottenendo una notorietà anche maggiore con la pubblicazione delle sue due controverse autobiografie, На берегах Невы (1967; Sulle Rive della Neva) e На берегах Сены (1983; Sulle Rive della Senna).
Nel corso della seconda guerra mondiale, i due coniugi si trasferiscono in una villa a Biarritz: nel 1943 i coniugi vengono espropriati dei propri beni, ma rimangono nella città fino al 1946 prima di tornare a Parigi. Nella capitale francese, Odoevceva inizia a vivere nella povertà con il marito fino alla morte di Ivanov, avvenuta nel 1958 a Hyères. Venti anni dopo la sua morte, Odoevceva sposa un altro scrittore emigrato, Jacques Gorbof (nato Jakov Gorbov), del quale aveva tradotto le pubblicazioni negli anni cinquanta. Vive con lui fino alla sua morte, nel 1981. Sei anni dopo, approfittando della minore restrizione delle frontiere sovietiche, Odoevceva torna a Leningrado. In Unione Sovietica è ben accolta, divenendo un volto popolare e riuscendo a vendere circa duecento mila copie delle sue memorie. Muore a Leningrado nel 1990.

## Opere

### Poesie
- Двор чудес (1922)
- Контрапункт (1951)
- Стихи, написанные во время болезни (1952)
- Десять лет (1961)
- Одиночество  (1965)
- Златая цепь (1975)
- Портрет в рифмованной раме (1976)

### Romanzi
- Ангел смерти (1927)
- Изольда (1929)
- Зеркало (1939)
- Оставь надежду навсегда (1948)
- Год жизни // Возрождение (1957) p. 63-65, 67-69

### Memorie
- На берегах Невы (1967)
- На берегах Сены (1983)
- На берегах Леты — non completato